# コムドット
コムドットは、日本の男性5人組のYouTuber。YouTubeチャンネルとしてメインの「コムドット」、サブの「オフドット」が存在する。リーダーのやまとを代表取締役とする「株式会社BRDOCK」所属。

## 概要
2018年10月1日結成。5人の地元は西東京市であり、西東京市立柳沢中学校バスケットボール部出身の幼なじみ。リーダーのやまとを中心に「地元ノリを全国へ」「放課後の延長」をスローガンに活動する5人組のYouTuberである。グループ名は視聴者が覚えやすい様にドメインとして広く浸透している 「.com」を由来とする。リーダーのやまとを社長とする株式会社を立ち上げており、裏方を含めたメンバー全てが所属する。
活動の中心であるYouTubeでは「攻めた企画」や各メンバーのキャラクター性で注目を集めた。メンバー個人個人の人間性や、メンバー間のやり取りを活かした企画を中心に動画投稿を行う。
動画には先に挙げたスローガンの通り、メンバーの地元の友人たちが度々出演する。また、地元メンバーが愛する「らーめん龍」も度々出演する。らーめん龍は西東京市東伏見にあり、東伏見は早稲田大学体育会のグランドがあることで有名である。
コムドットはSNSを通じた発信にも力を入れており、Twitterでは告知や動画撮影時の様子などが発信される。コムドット自身も2020年12月に投稿した他のYouTuberに対する「道を開けろ」と記したツイートを投稿。Instagramではメンバーの様子の発信や、ライブ配信等が行われる。2021年8月5日の動画では、メンバーのゆうたのInstagramアカウントのフォロワー数が日本のYouTuberの中で最も多くなったと報告した。TikTokでも、ダンス動画、YouTube動画の切り抜きなどのコンテンツを投稿し活用している。
2021年6月16日にマイナビが発表した「2021年上半期ティーンが選ぶトレンドランキング」の「流行ったヒト」や、同年7月20日にRooMooNが発表した「女子高生・女子大生トレンドランキング2021上半期」の「YouTuber部門」と「TikToker部門」では1位、7月20日にBitStarが発表した「インフルエンサーパワーランキング 2021年上半期」の「急上昇入りチャンネルランキング」では3位、「YouTubeチャンネル総再生数ランキング」では4位に選ばれた。2021年8月31日にリーダーのやまとが執筆したエッセイ『聖域』が発売されると、9月7日のトーハン週刊ベストセラー・エンターテイメント部門では第1位を獲得した。
2021年4月にはアパレルブランド「Birdog」を立ち上げた。ブランド立ち上げへのインタビューでは「ファングッズではないファッションブランドを目指し、売れなくとも自分たちで着たいと思えるものを作りたい」とした。
また、同年9月28日に発売された『NYLON JAPAN』11月号ではコムドットとして初の雑誌カバーを担当した。

## 来歴
| 年     | 日付              | 出来事                                                                               |
| ------ | ----------------- | ------------------------------------------------------------------------------------ |
| 2018年 | 10月1日           | 結成                                                                                 |
| 2018年 | 10月4日           | やまととゆうたの2名で1本目の動画を投稿                                               |
| 2018年 | 11月6日           | ゆうまがメンバーに加入                                                               |
| 2018年 | 11月24日          | ひゅうががメンバーに加入                                                             |
| 2018年 | 11月26日          | あむぎりがメンバーに加入                                                             |
| 2019年 | 1月28日           | チャンネルを収益化                                                                   |
| 2019年 | 12月5日           | チャンネル登録者数が10万人に到達                                                     |
| 2020年 | 10月1日           | グループとしての法人化事務所を設立                                                   |
| 2020年 | 12月8日           | チャンネル登録者数が50万人に到達                                                     |
| 2021年 | 2月3日            | チャンネル登録者数が100万人に到達                                                    |
| 2021年 | 4月1日            | アパレルブランド「BIRDOG」を設立                                                     |
| 2021年 | 6月10日           | チャンネル登録者数が200万人に到達                                                    |
| 2021年 | 6月24日           | YouTuber31名が集う飲み会の騒動を受け、一時活動休止                                   |
| 2021年 | 7月1日            | 活動を再開                                                                           |
| 2021年 | 12月2日           | 初写真集「TRACE」発売                                                                |
| 2021年 | 12月11日          | チャンネル登録者数が300万人に到達                                                    |
| 2022年 | 3月3日            | 初写真集｢TRACE｣が男性写真集歴代1位を獲得                                             |
| 2022年 | 3月21日           | TGCに初登場                                                                          |
| 2022年 | 4月4日            | 地上波初登場(突然ですが占ってもいいですか)                                           |
| 2022年 | 5月17日           | 初CMの地上波公開が決定(UHA味覚糖)                                                    |
| 2022年 | 7月15日           | ゆうまがうらたに改名                                                                 |
| 2022年 | 8月30日           | ゆうた、うらたクリエイターチームとしてバスケの大会に出場                             |
| 2022年 | 9月3日            | TGCにスペシャルゲストとして登場 冠番組「コムドットって何！？」を発表                 |
| 2022年 | 9月27日           | 冠番組「コムドットって何！？」開始                                                   |
| 2022年 | 12月27日          | チャンネル登録者数が400万人に到達                                                    |
| 2023年 | 1月18日           | 諸事情によりうらたがゆうまに改名                                                     |
| 2023年 | 4月1日            | メンバーシップ開始                                                                   |
| 2023年 | 5月1日            | ゆうまが「悠馬」でメジャーデビュー                                                   |
| 2023年 | 7月27日           | コムドット初主催のイベント「Creator Dream Fes ~produced by Com.~ @Tokyo Dome」を開催 |
| 2023年 | 11月6日           | あむぎりが「AМUGIRI」でメジャーデビュー                                              |
| 2023年 | 11月24日          | ゆうま、ひゅうがスカイピース主催のYouTuberバレー対決に出場                           |
| 2024年 | 5月29日           | コムドットメジャーデビューシングル「拝啓、俺たちへ」配信                             |
| 2024年 | 8月10日           | 「Creator Dream Fes 2024 ~produced by Com.~ @Tokyo Dome」を開催                      |
| 2024年 | 11月23日 11月24日 | 「NO PREPARE @武蔵野の森総合スポーツプラザ」を開催                                   |
| 2025年 | 4月13日           | チャンネル登録者数が二度目の400万人に到達                                            |

## メンバー
| 名前     | 本名                                          | メンバーカラー | 生年月日               | 出身地 | 血液型 | 身長  |
| -------- | --------------------------------------------- | -------------- | ---------------------- | ------ | ------ | ----- |
| やまと   | 鈴木 大飛（すずき やまと）                    | 赤             | 1998年5月15日（27歳）  | 東京都 | B型    | 183cm |
| ゆうた   | 佐藤 優太（さとう ゆうた）                    | 緑             | 1999年3月5日（26歳）   | 東京都 | B型    | 173cm |
| ゆうま   | 浦田 悠馬（うらた ゆうま）                    | 青             | 1998年12月14日（26歳） | 東京都 | A型    | 180cm |
| ひゅうが | 渡辺 彪雅（わたなべ ひゅうが）                | 紫             | 1998年11月17日（26歳） | 北海道 | A型    | 182cm |
| あむぎり | 非公表 （偽名：田中 あつき〈たなか あつき〉） | オレンジ       | 1999年1月23日（26歳）  | 兵庫県 | O型    | 169cm |

### 裏方メンバー
コムドットのサポートを行うメンバー。
| 名前     | 本名                               | 生年月日               | 身長  | 血液型 | 出身地 | 備考         |
| -------- | ---------------------------------- | ---------------------- | ----- | ------ | ------ | ------------ |
| ぼん     | 三本松 真大（さんぼんまつ まひろ） | 1999年1月3日（26歳）   | 176cm | A型    | 東京都 |              |
| ごうた   | 渡辺 剛太（わたなべ ごうた）       | 1999年5月5日（26歳）   | 165cm |        | 東京都 | 2025年に結婚 |
| よね     |                                    |                        |       |        |        |              |
| おとべ   | 乙部 真希（おとべ まさき）         | 1998年10月25日（26歳） | 180cm |        |        |              |
| リョーマ |                                    | 1998年6月11日（27歳）  |       | 福岡県 |        |              |
| アーサー |                                    |                        |       |        |        |              |
| ベルク   |                                    |                        |       | 東京都 |        |              |
| タクヤ   |                                    | 1999年12月8日（25歳）  | 167cm |        |        |              |

## 不祥事

### コロナ緊急事態宣言下で大人数宴会
2021年3月、中町兄妹、アバンティーズ、コムドットらのYouTuberがコロナ禍による緊急事態宣言下で10人以上の大人数でマスクなし宴会をしている様子をInstagramのストーリーズに投稿して炎上。その後、ストーリーズを更新し「コラボ撮影終わりにみんなで食事した。」「飲食前に外したものの撮影中はマスクを着用した。」と説明した後、「みんなでご飯を食べたこと自体、正直責められることではないと思っています。」と発言した。また、動画をアップしたことについて、「確かに医療従事者の方の気持ちを考えれていなかったなと反省してます。」としたが緊急事態宣言下で大人数の会食がモラルや社会通念に反することを理解していないのではないかと再び炎上した。

### コロナ緊急事態宣言下で大人数パーティー
2021年6月、水溜りボンド・トミー、あやなん、コムドットらのYouTuber31人が、緊急事態宣言下にあやなんの28歳の誕生日パーティーを開き、深夜3時まで泥酔カラオケをしていたことを『週刊文春』がスクープした。人気YouTuber31人が炎上し、コムドットは謝罪動画を上げ、やまとが「まず初めに緊急事態宣言下における僕たちの不適切な行動によりたくさんの方にご迷惑をおかけしてしまい大変申し訳ありませんでした」と謝罪。誕生日パーティに参加した理由について「お世話になっている先輩のお誕生日会ということもありまして、純粋にお祝いしたいという気持ちで参加してしまいました」と説明。謝罪動画のタイミングが遅れたことについては「今回の騒動は僕たちが思っている以上に大きくてすぐに全体を捉えることができませんでした」と説明した。

### コロナ緊急事態宣言下でのコンビニパーティー
2021年9月、住宅街にあるコンビニの駐車場でコムドットが深夜にノーマスクで大声で騒いでおり、これが週に3回も続いたため我慢の限界を迎えた住民が通報し、警察が出動するトラブルを起こしていたと『FLASH』誌が報じた。しかし、報道と本人達の説明が異なっており、ネットでは批判の声が止まなかった。警察が職務質問をするとマネージャーだけが対応しメンバーは反省の様子もなく車の裏で笑い声を上げていた。20分程度の職務質問などを受けた後、一度コンビニの駐車場から立ち去るも1分立たずに戻ってきており、車内で騒ぎ深夜2時に解散した。住民は「コンビニから100mは離れた団地に住んでいるのに、夜中に彼らの騒ぎ声がうるさくて眠れないんです。それが週に何回も続くので本当に迷惑しています」と話し別の住民も「以前、23時ごろにコンビニの前を通ったとき、まわりのことを考えているとは思えないほど騒いでいる彼らを見かけましたね」「コンビニの裏のほうに住んでいても笑い声や奇声が聞こえるので、コンビニに面している場所に住んでいる人たちは相当うるさいと思いますよ」「日曜日の夜に彼らのファンまで集まることが増え、コンビニを利用する側としても困っています」とFLASHの取材に答えている。報道を受けコムドットはインスタグラムのストーリーズを更新し「近隣住民の方に迷惑をかけてしまったことに関して、反省しております」とした一方で「今回僕たちが集まっていたのは、普段僕たちが利用している地元のコンビニで、地元の友達と会ったり、いつも利用してきました。しかし、報道のようにパーティーや夜会ではありません」と説明。現場にいたという後輩のグループよにんのりも「パーティーをしていたわけではございません」と説明した。インスタグラムのストーリーズ公開後、全員が中央揃えの全く同じ文章で「反省しております」のみで謝罪の言葉がないとの批判が起きた。

## ディスコグラフィ

### シングル

#### CDシングル
| #                                          | 発売日 | 発売日  | タイトル       | 収録曲            | 形態    | 規格品番 |
| ------------------------------------------ | ------ | ------- | -------------- | ----------------- | ------- | --- |
| Polydor Records / ユニバーサルミュージック |        |         |                |                   |         | |
| 1st                                        | 2024年 | 5月29日 | 拝啓、俺たちへ | 1. 拝啓、俺たちへ | CD MAXI | UPCH-6030 [通常盤・初回プレス盤] UPCH-7663 [やまと盤] UPCH-7664 [ゆうた盤] UPCH-7665 [ひゅうが盤] UPCH-7666 [ゆうま盤] UPCH-7667 [あむぎり盤] |

#### 配信限定シングル

##### コムドット
| #                                          | 配信日 | 配信日  | タイトル       | 作詞・作曲                                                                  | 規格                   |
| ------------------------------------------ | ------ | ------- | -------------- | --------------------------------------------------------------------------- | ---------------------- |
| Polydor Records / ユニバーサルミュージック |        |         |                |                                                                             |                        |
| 1st                                        | 2024年 | 5月29日 | 拝啓、俺たちへ | 作詞 : ゆうた (コムドット) 作曲 : 遠藤ナオキ・齋藤亮太・ゆうま (コムドット) | デジタル・ダウンロード |

##### 悠馬
| #                                          | 配信日 |          | タイトル                         | 作詞・作曲 | 規格                   |
| ------------------------------------------ | ------ | -------- | -------------------------------- | --- | ---------------------- |
| Polydor Records / ユニバーサルミュージック |        |          |                                  | |                        |
| 1st                                        | 2023年 | 5月1日   | カーテン                         | 作詞：悠馬 作曲・編曲：YAZZY BEATS・齋藤亮太・Akira Sunset | デジタル・ダウンロード |
| 2nd                                        | 2023年 | 7月24日  | look at the sea                  | 作詞：悠馬 作曲：菊池博人・齋藤亮太 編曲：菊池博人 | デジタル・ダウンロード |
| 特別                                       | 2023年 | 9月8日   | カーテン / look at the sea remix | 《カーテン》 作詞：悠馬 作曲：YAZZY BEATS・齋藤亮太・Akira Sunset 編曲：Matt Cab・MATZ 《look at the sea》 作詞：悠馬 作曲：菊池博人・齋藤亮太 編曲：Matt Cab・MATZ | デジタル・ダウンロード |
| 3rd                                        | 2023年 | 11月27日 | ジングル                         | 作曲：悠馬・板井直樹・齋藤亮太 編曲：板井直樹・Shuya Masayoshi | デジタル・ダウンロード |
| 4th                                        | 2024年 | 3月1日   | クラゲ                           | 作詞・作曲：悠馬・knoak・斎藤亮太 編曲：knoak | デジタル・ダウンロード |
| 5th                                        | 2024年 | 7月22日  | "オテヲハイシャク"               | 作詞：悠馬・齋藤亮太 作曲：悠馬・齋藤亮太・野口大志 編曲：野口大志                                                                                                  | デジタル・ダウンロード |
| 6th                                        | 2024年 | 8月10日  | 僕らのまま                       | 作詞：悠馬・松本千夏 作曲：悠馬・松本千夏・齋藤亮太・Hayato Yamamoto                                                                                                | デジタル・ダウンロード |
| 7th                                        | 2024年 | 9月18日  | 情京                             | 作詞：悠馬 作曲：悠馬・齋藤亮太・pw.a 編曲：pw.a | デジタル・ダウンロード |

##### AMUGIRI
| #                                          | 配信日 | 配信日   | タイトル     | 作詞・作曲                                                | 規格                   |
| ------------------------------------------ | ------ | -------- | ------------ | --------------------------------------------------------- | ---------------------- |
| Polydor Records / ユニバーサルミュージック |        |          |              |                                                           |                        |
| 1st                                        | 2023年 | 11月6日  | すいません   | 作詞：AMUGIRI 作曲：AMUGIRI・YELLOW SPIDER・YOSHIKI EZAKI | デジタル・ダウンロード |
| 2nd                                        | 2024年 | 5月8日   | ラブレター   | 作詞：AMUGIRI 作曲：AMUGIRI・TETTA・TOPHAMHAT-KYO         | デジタル・ダウンロード |
| 3rd                                        | 2024年 | 11月24日 | カラフル     | 作詞：AMUGIRI 作曲：AMUGIRI・Melody Creator               | デジタル・ダウンロード |
| 4th                                        | 2025年 | 4月20日  | 愛も変わらず | 作詞：AMUGIRI 作曲：AMUGIRI・TETTA                        | デジタル・ダウンロード |

### アルバム

#### CDフルアルバム

##### 悠馬
| #                                          | 配信日 | 配信日  | タイトル       | 収録曲 / 作詞・作曲 | 規格品番                                  |
| ------------------------------------------ | ------ | ------- | -------------- | --- | ----------------------------------------- |
| Polydor Records / ユニバーサルミュージック |        |         |                | |                                           |
| 1st                                        | 2024年 | 11月6日 | トライ＆エラー | 収録曲 《トライ&エラー》 作詞：悠馬 作曲：悠馬・Hayato Yamamoto・齋藤亮太 《カーテン》 《ROOM》 作詞：悠馬 作曲：悠馬・Hayato Yamamoto・齋藤亮太 編曲：Hayato Yamamoto 《クラゲ》 《"オテヲハイシャク"》 《情京》 《スクリーン (feat. Soala)》 作詞：悠馬・Soala 作曲：悠馬・Soala・齋藤亮太 編曲：knoak 《ジングル》 《炒飯無いとオブファイヤー》 作詞：悠馬・Meiyo 作曲：悠馬・Meiyo・齋藤亮太 編曲：Meiyo 《look at the sea》 《ナツノオワリ》 作詞：悠馬 作曲：山本匠・齋藤亮太 編曲：山本匠 《拝啓、俺たちへ (悠馬ver.)》 | UPCH-7693 [初回限定盤] UPCH-2271 [通常盤] |

### ミュージックビデオ

#### コムドット
| 公開日 | 公開日  | タイトル       | リンク      | 監督                           |
| ------ | ------- | -------------- | ----------- | ------------------------------ |
| 2024年 | 5月29日 | 拝啓、俺たちへ | [ 動画 16 ] | CHARLIE KIZUKU (ANDGRANT inc.) |

#### 悠馬
| 公開日 | 公開日   | タイトル                 | リンク      | 監督                         |
| ------ | -------- | ------------------------ | ----------- | ---------------------------- |
| 2023年 | 5月1日   | カーテン                 | [ 動画 17 ] | TCM_Charlie_Kizuku(ANDGRANT) |
| 2023年 | 7月24日  | look at the sea          | [ 動画 18 ] | TCM_Charlie_Kizuku(ANDGRANT) |
| 2023年 | 11月27日 | ジングル                 | [ 動画 19 ] | TCM_Charlie_Kizuku(ANDGRANT) |
| 2024年 | 3月1日   | クラゲ                   | [ 動画 20 ] | Takuya Kawasaki              |
| 2024年 | 9月18日  | 情京                     | [ 動画 21 ] | Tsugumi Matsunaga            |
| 2025年 | 1月28日  | 炒飯無いとオブファイヤー | [ 動画 22 ] | Taiga Minami                 |

#### AMUGIRI
| 公開日 | 公開日   | タイトル     | リンク      | 監督            |
| ------ | -------- | ------------ | ----------- | --------------- |
| 2023年 | 11月6日  | すいません   | [ 動画 23 ] | Daiki Kamoshita |
| 2024年 | 4月29日  | ラブレター   | [ 動画 24 ] | UDO             |
| 2024年 | 12月15日 | カラフル     | [ 動画 25 ] | te2ta           |
| 2025年 | 4月20日  | 愛も変わらず | [ 動画 26 ] | Saiko           |

### 参加作品

#### ゆうた
| 発売日        | タイトル                          | アーティスト | 作詞・作曲                                    | 収録アルバム |
| ------------- | --------------------------------- | ------------ | --------------------------------------------- | ------------ |
| 2024年1月24日 | 向かい風 (feat. コムドットゆうた) | スカイピース | 作詞：スカイピース 作曲：スカイピース・宮川拓 | FEVER        |

#### ゆうま
| 発売日        | タイトル                                        | アーティスト | 作詞・作曲      |
| ------------- | ----------------------------------------------- | ------------ | --------------- |
| 2024年7月13日 | 別次元プラトニックラブ!! (feat.花隈千冬 & Yuma) | MEA          | 作詞・作曲：MEA |

## 出演

### テレビ番組
- 突然ですが占ってもいいですか?（フジテレビ、2022年4月4日）[17]
- コムドットって何？（フジテレビ、2022年9月28日 - 11月2日・2023年1月1日・2023年4月11日 - 2024年3月12日）
- ニンゲン観察バラエティ モニタリング（TBS、2022年11月10日）
- 逃走中（フジテレビ、 2022年12月31日、やまと・ゆうたのみ出演）
- トークィーンズ（フジテレビ、2023年3月23日）
- ネプリーグ（フジテレビ、2023年5月1日）
- めざましテレビ（フジテレビ、2023年5月5日）
- めざまし8（フジテレビ、2023年5月5日）
- ノンストップ!（フジテレビ、2023年5月5日）
- ぽかぽか（フジテレビ、2023年5月5日）
- オールナイトフジコ（フジテレビ、2023年5月6日）
- ボクらの時代（フジテレビ、2023年5月7日、やまとのみ出演）
- 新しいカギ（フジテレビ、2023年6月17日、ゆうた・ゆうまのみ出演）
- 2023 FNS歌謡祭 夏（フジテレビ、2023年7月13日）
- FNS27時間テレビ 鬼笑い祭（フジテレビ、2023年7月24日 - 25日、やまと・ゆうたのみ出演）

### インターネット配信
- GENERATIONS高校TV（AbemaTV、2021年6月20日・7月18日）[18]
- GENERATIONS 24時間テレビ 24時間いろんなライブできるかなぁ？（AbemaTV、2022年12月3日)

### ファッションショー
- 関西コレクション 2021 A/W（2021年9月5日）シークレットゲスト[19]
- 関西コレクション 2022 S/S（2022年3月5日）オープニングステージ
- マイナビ 東京ガールズコレクション 2022 S/S（2022年3月21日）SPECIAL stage by girlswalker
- マイナビ 東京ガールズコレクション 2022 A/W（2022年9月3日）SPECIAL stage by girlswalker

### CM
- 味覚糖「水グミ 巨峰味」（2022年5月25日 - ）[20]

## 書籍

### エッセイ

#### やまと
- 聖域（KADOKAWA、2021年8月31日）ISBN 978-4046805812
- アイドル2.0（講談社、2022年8月18日）ISBN 978-4065290118
- 命の燃やし方（講談社、2025年5月15日予約開始）

#### ひゅうが
- 漢道(おとこみち)（講談社、2023年8月30日）ISBN 978-4065318553

### 漫画
- ROOTS コムドット~僕らの原点~（講談社、2023年9月22日）ISBN 978-4065335246

### 写真集

#### コムドット
- コムドット写真集 TRACE（講談社、2021年12月2日）ISBN 978-4065261354
- コムドット写真集 TRACE 特別版yamatoカバーバージョン（講談社、2021年12月2日）ISBN 978-4065265741
- コムドット写真集 TRACE 特別版yutaカバーバージョン（講談社、2021年12月2日）ISBN 978-4065265758
- コムドット写真集 TRACE 特別版hyugaカバーバージョン（講談社、2021年12月2日）ISBN 978-4065265765
- コムドット写真集 TRACE 特別版yumaカバーバージョン（講談社、2021年12月2日）ISBN 978-4065265772
- コムドット写真集 TRACE 特別版amugiriカバーバージョン（講談社、2021年12月2日）ISBN 978-4065265789
- コムドット写真集 JOURNEY プレミアム版（講談社、2022年11月25日）ISBN 978-4065298206
- コムドット写真集 JOURNEY 通常版（講談社、2022年12月2日）ISBN 978-4065298213
- 2023年1月お渡し コムドット写真集 JOURNEY プレミアム版（講談社、2023年1月16日）ISBN 978-4065302989
- コムドット写真集 BESIDE（講談社、2025年4月18日) ISBN 9784065382264

#### コンビ写真集

##### やまと & ゆうた
- コムドット初期メン写真集『BUDDY』（講談社、2025年1月31日）ISBN 9784065382240

#### ソロ写真集

##### ゆうた
- COM.YUTA PERFECT 100 STYLES（KADOKAWA、2022年9月1日）ISBN 978-4046814821

##### やまと
- コムドットやまと 1st写真集『LUCY』（講談社、2024年1月19日）[21]ISBN 978-4065326763
- コムドットやまと 1st写真集『LUCY』ネット書店限定版（講談社、2024年1月19日）ISBN 978-4065348062

##### ひゅうが
- コムドットひゅうがファースト写真集 雅（講談社、2024年11月17日）ISBN 978-4065377345

## 受賞歴
2023年
- 第6回スニーカーベストドレッサー賞 トップクリエイター部門（やまと）[22]
- 第5回ベストフォーマルウェアアワード Tuxedo Knight[23]

### 動画
1. ↑  “【重大発表】コムドット質問コーナー”. 2021年8月12日閲覧。
2. ↑  “事務所に所属することになりました。”. 2021年8月12日閲覧。
3. ↑  “【歓喜】友達のInstagramのフォロワーが日本一位になったので全力でお祝いしてみたwwwww”. 2021年8月12日閲覧。
4. ↑  “YouTubeチャンネル概要欄”. 2021年8月12日閲覧。
5. ↑  “【初投稿】コムドットの始まり”. 2021年8月12日閲覧。
6. ↑  “【爆笑必須】新メンバー面接したら悪魔だった”. 2021年8月12日閲覧。
7. ↑  “【戦慄】新メンバー面接したらヤ○ザだった”. 2021年8月12日閲覧。
8. ↑  “【亀裂】相方に言わないで新メンバー入れたら激怒された”. 2021年8月12日閲覧。
9. ↑  “【復活】1週間ぶりの撮影が集合時間自由だったらメンバーは何時に集合するのか！？”. 2021年8月12日閲覧。
10. 1 2 3 4  “【死闘】チャンネル登録200万人を記念して気絶するまで質問に答え続けてみたwwwwwww”. 2021年8月12日閲覧。
11. 1 2  “【77連発】8時間ぶっ通しで質問に答え続けたら限界迎えて喧嘩になったwwwwwwww”. 2021年8月12日閲覧。
12. ↑  “【徹底解剖】株式会社コムドットの全貌をお見せします。”. 2021年12月20日閲覧。
13. ↑  “【原宿】メンバーのオススメの店でルーレットショッピングしたら楽しすぎたwwwwww”. 2021年9月10日閲覧。
14. ↑  “【驚愕】第1回コムドットの裏方人気投票を開催したら盛り上がりすぎたwwwww”. 2022年3月18日閲覧。
15. ↑  「【報告】マネージャーごうたが結婚しました」『YouTube』、該当時間: 1:06:162025年1月22日。2025年3月31日閲覧。
16. ↑  『コムドット「拝啓、俺たちへ」Official Music Video』2024年5月29日。2025年3月31日閲覧。
17. ↑  『悠馬「カーテン」Official Music Video』2023年5月1日。2025年3月31日閲覧。
18. ↑  『悠馬「look at the sea」Official Music Video』2023年7月24日。2025年3月31日閲覧。
19. ↑  『悠馬「ジングル」Official Music Video』2023年11月27日。2025年3月31日閲覧。
20. ↑  『悠馬「クラゲ」就活生の唄 Official Music Video』2024年3月1日。2025年3月31日閲覧。
21. ↑  『悠馬「情京」Official Music Video』2024年9月18日。2025年3月31日閲覧。
22. ↑  『悠馬「炒飯無いとオブファイヤー」Official Music Video』2025年1月28日。2025年3月31日閲覧。
23. ↑  『AMUGIRI「すいません」Official Music Video』2023年11月6日。2025年3月31日閲覧。
24. ↑  『AMUGIRI「ラブレター」Official Music Video』2024年4月29日。2025年3月31日閲覧。
25. ↑  『AMUGIRI「カラフル」Official Music Video』2024年12月15日。2025年3月31日閲覧。
26. ↑  『AMUGIRI「愛も変わらず」Official Music Video』2025年4月20日。2025年4月21日閲覧。

### SNS
1. ↑  “【宣戦布告】全YouTuberに告ぐコムドットが通るから道をあけろ俺らが日本を獲る”. 2021年8月12日閲覧。
2. ↑  “コムドットの日常”. 2021年8月12日閲覧。
3. ↑  “【公認】コムドット切り抜き部屋”. 2021年8月12日閲覧。
4. ↑  “公式Twitterでの謝罪”. 2021年8月12日閲覧。